# Welterbe in Mali
Zum Welterbe in Mali gehören (Stand 2016) vier UNESCO-Welterbestätten, darunter drei Stätten des Weltkulturerbes und eine gemischte Kultur- und Naturerbestätte. Mali ist der Welterbekonvention 1977 beigetreten, die erste Welterbestätte wurde 1988 in die Welterbeliste aufgenommen. Die bislang letzte Welterbestätte wurde 2004 eingetragen, alle drei Kulturerbestätten stehen auf der Roten Liste des gefährdeten Welterbes.

## Welterbestätten
Die folgende Tabelle listet die UNESCO-Welterbestätten in Mali in chronologischer Reihenfolge nach dem Jahr ihrer Aufnahme in die Welterbeliste (K – Kulturerbe, N – Naturerbe, K/N – gemischt, (G) – auf der Liste des gefährdeten Welterbes).
| Bild                                   | Bezeichnung                                   | Jahr | Typ   | Ref. | Beschreibung |
| -------------------------------------- | --------------------------------------------- | ---- | ----- | ---- | --- |
| Alte Städte von Djenné                 | Alte Städte von Djenné                        | 1988 | K (G) | 116  | islamische Stadt von Djenné (mit Großer Moschee) und vorislamische Städte (Djenne-Djeno, Hambarketolo, Kaniana, Tonomba)                                                              |
| Timbuktu                               | Timbuktu (Lage)                               | 1988 | K (G) | 119  | Lehmmoscheen, Mausoleen und Friedhöfe von Timbuktu |
| Felsen von Bandiagara (Land der Dogon) | Felsen von Bandiagara (Land der Dogon) (Lage) | 1989 | K/N   | 516  | Siedlungsgebiet der Dogon. Zum Welterbe zählt auch das Dorf Songo, welches für seine Felszeichnungen und den alle drei Jahre stattfindenden Beschneidungsritus der Dogon bekannt ist. |
| Grabmal von Askia                      | Grabmal von Askia (Lage)                      | 2004 | K (G) | 1139 | Das aus Lehmziegel erbaute Grabmal wurde Ende des 15. Jahrhunderts für Askia Mohammad I., den ersten König des Songhaireiches errichtet. Es liegt in der Stadt Gao in der Sahelzone.  |

## Tentativliste
In der Tentativliste sind die Stätten eingetragen, die für eine Nominierung zur Aufnahme in die Welterbeliste vorgesehen sind. 

### Aktuelle Welterbekandidaten
Derzeit (2021) sind 15 Stätten in der Tentativliste von Mali eingetragen, die letzte Eintragung erfolgte am 6. Mai 2021. Die folgende Tabelle listet die Stätten in chronologischer Reihenfolge nach dem Jahr ihrer Aufnahme in die Tentativliste.
| Bild                                                              | Bezeichnung                                                       | Jahr | Typ | Ref. | Beschreibung |
| ----------------------------------------------------------------- | ----------------------------------------------------------------- | ---- | --- | ---- | --- |
| BW                                                                | Boucle-du-Baoulé (Lage)                                           | 1999 | K   | 1348 | Nationalpark am Fluss Baoulé mit Grabungsstätte mit jungsteinzeitlichen Funden |
| Essouk                                                            | Essouk (Lage)                                                     | 1999 | K   | 1349 | archäologische Stätte mit Ruinen von Häusern, Moscheen und Nekropolen |
|                                                                   | Historische Altstadt von Hamdallaye                               | 2009 | K   | 5438 | |
| Fort von Médine                                                   | Fort von Médine (Lage)                                            | 2009 | K   | 5439 | |
| Große Freitagsmoschee von Niono                                   | Große Freitagsmoschee von Niono (Lage)                            | 2009 | K   | 5440 | Moschee in Niono, dem Hauptort des Kreises Niono |
| Große Moschee von Komoguel                                        | Große Moschee von Komoguel (Lage)                                 | 2009 | K   | 5442 | Moschee in der Stadt Mopti |
| Tata von Sikasso                                                  | Tata von Sikasso                                                  | 2009 | K   | 5443 | Befestigungsanlagen der Stadt Sikasso |
| Biodiversitätspark Bafing Makana                                  | Biodiversitätspark Bafing Makana                                  | 2016 | N   | 6161 | |
|                                                                   | Naturreservat Lac Magui                                           | 2016 | N   | 6162 | |
|                                                                   | Reservat der Biodervisität für Elefanten von Gourma               | 2017 | N   | 6270 | |
| Das Flussbett des Niger (von der Schwelle in Markala am Débo-See) | Das Flussbett des Niger (von der Schwelle in Markala am Débo-See) | 2017 | N   | 6271 | |
| Kathedrale von Bamako                                             | Kathedrale von Bamako                                             | 2017 | K   | 6273 | |
|                                                                   | Kirche von Mandiakuy                                              | 2017 | K   | 6274 | |
| Historische Stätten und Kulturlandschaften von Manden             | Historische Stätten und Kulturlandschaften von Manden             | 2017 | K   | 6280 | Dieser Vorschlag eines seriellen, gemischten Kultur- und Naturerbes fasst vier Stätten zusammen, die zuvor als eigenständige Einträge in der Tentativliste geführt wurden: »Kamablon«, heilige Hütte von Kangaba; Kurukan Fuga, Unterzeichnungsstätte der Manden-Charta im frühen 13. Jahrhundert; Bogen von Kamandjan; »Kamablon«, Heilige Hütte von Kéniero. |
|                                                                   | Stätte der Moschee von Kankou Moussa in Gao                       | 2021 | K   | 6538 | |

### Ehemalige Welterbekandidaten
Diese Stätten standen früher auf der Tentativliste, wurden jedoch wieder zurückgezogen oder von der UNESCO abgelehnt. Stätten, die in anderen Einträgen auf der Tentativliste enthalten oder Bestandteile von Welterbestätten sind, werden hier nicht berücksichtigt.
| Bild                                                         | Bezeichnung                                                                 | Jahr      | Typ | Ref. | Beschreibung |
| ------------------------------------------------------------ | --------------------------------------------------------------------------- | --------- | --- | ---- | --- |
|                                                              | Ensemble von Adrar des Ifoghas, Valle du Tilems und Essouk                  | 1987–1988 | K/N |      | Nur Essouk steht noch auf der Tentativliste (Ref. 1349), Adrar des Ifoghas und Valle du Tilems wurden zurückgezogen. |
|                                                              | Menschliche Siedlungen von Falaise de Tambaoura                             | 1987–1998 | K   |      | |
|                                                              | Menschliche Siedlungen in der Region Kangaba, dem Herz der Mandé-Landschaft | 1987–1998 | K   |      | Die Region Kangaba bildet das Herz der Mandé-Landschaft                                                              |
| Menschliche Siedlungen am Débo-See und die Bozo Kultur       | Menschliche Siedlungen am Débo-See und die Bozo Kultur                      | 1987–1998 | K/N |      | Der Débo-See ist der größte See Malis und eines der Siedlungsgebiete des Volks der Bozo                              |
| Trans-Sahara Spur von Gold und Salz - Thegaza, Taoudeni etc. | Trans-Sahara Spur von Gold und Salz - Thegaza, Taoudeni etc.                | 1987–1998 | K   |      | |
|                                                              | Ein Grabkammerensemble der Region Bougouni                                  | 1987–1998 | K   |      | |